# 뉴욕 증권거래소 빌딩

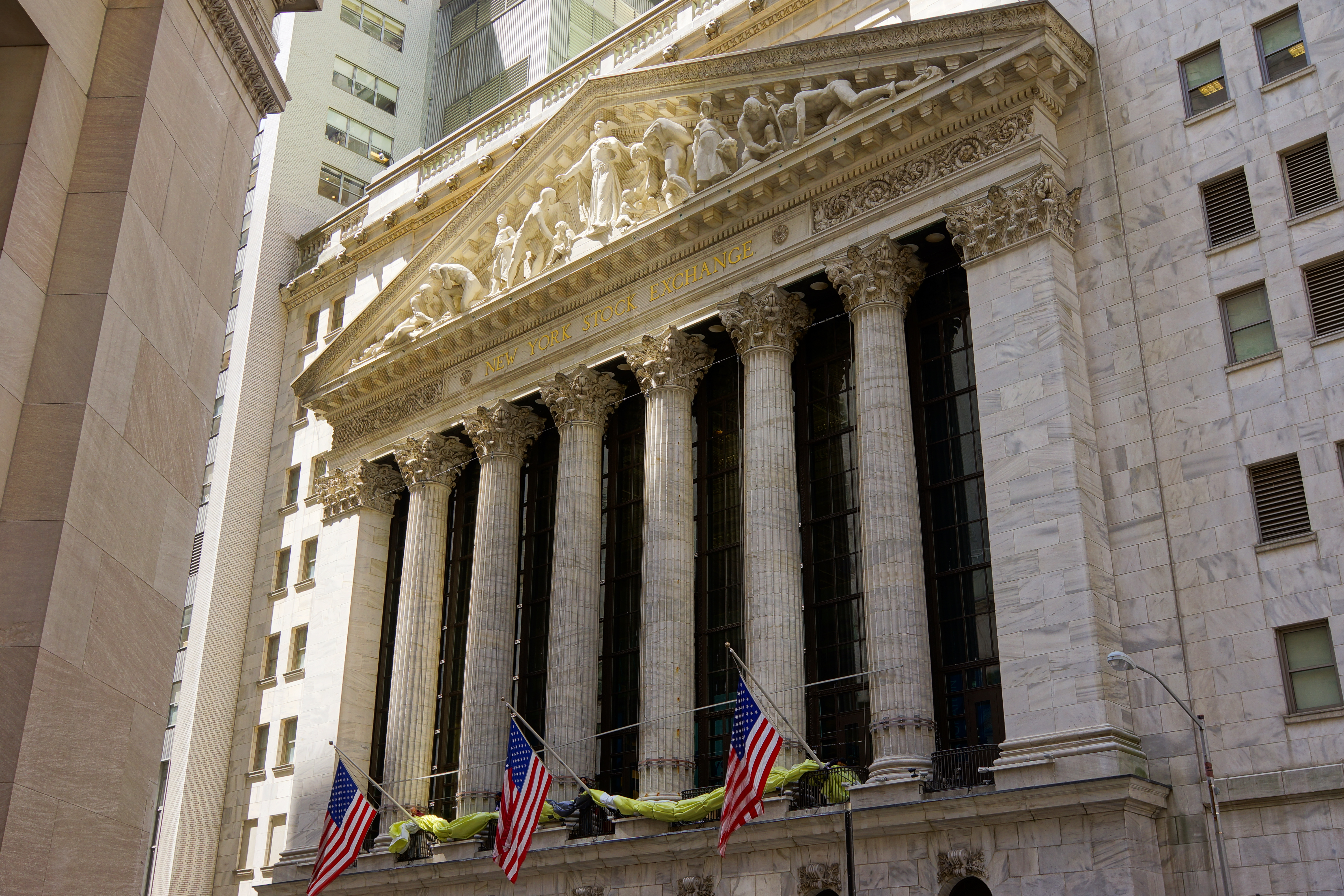

뉴욕 증권거래소 빌딩(New York Stock Exchange Building) 또는 NYSE 빌딩은 뉴욕시 로어 맨해튼 금융 지구에 있는 건물로, 뉴욕 증권거래소(NYSE)의 본부이다. 월스트리트, 브로드 스트리트, 뉴 스트리트, 익스체인지 플레이스로 둘러싸인 도시 블록의 대부분을 차지하는 두 개의 연결된 구조물로 구성된다. 블록의 중앙 부분에는 조지 B. 포스트(George B. Post)가 고전적인 부흥 스타일로 디자인한 18 브로드 스트리트의 원래 구조가 포함되어 있다. 북쪽 구역에는 트로브리지 앤드 리빙스턴(Trowbridge & Livingston)이 비슷한 스타일로 디자인한 11 월스트리트에 23층짜리 사무실 별관이 있다.